# Bernd Schreiter

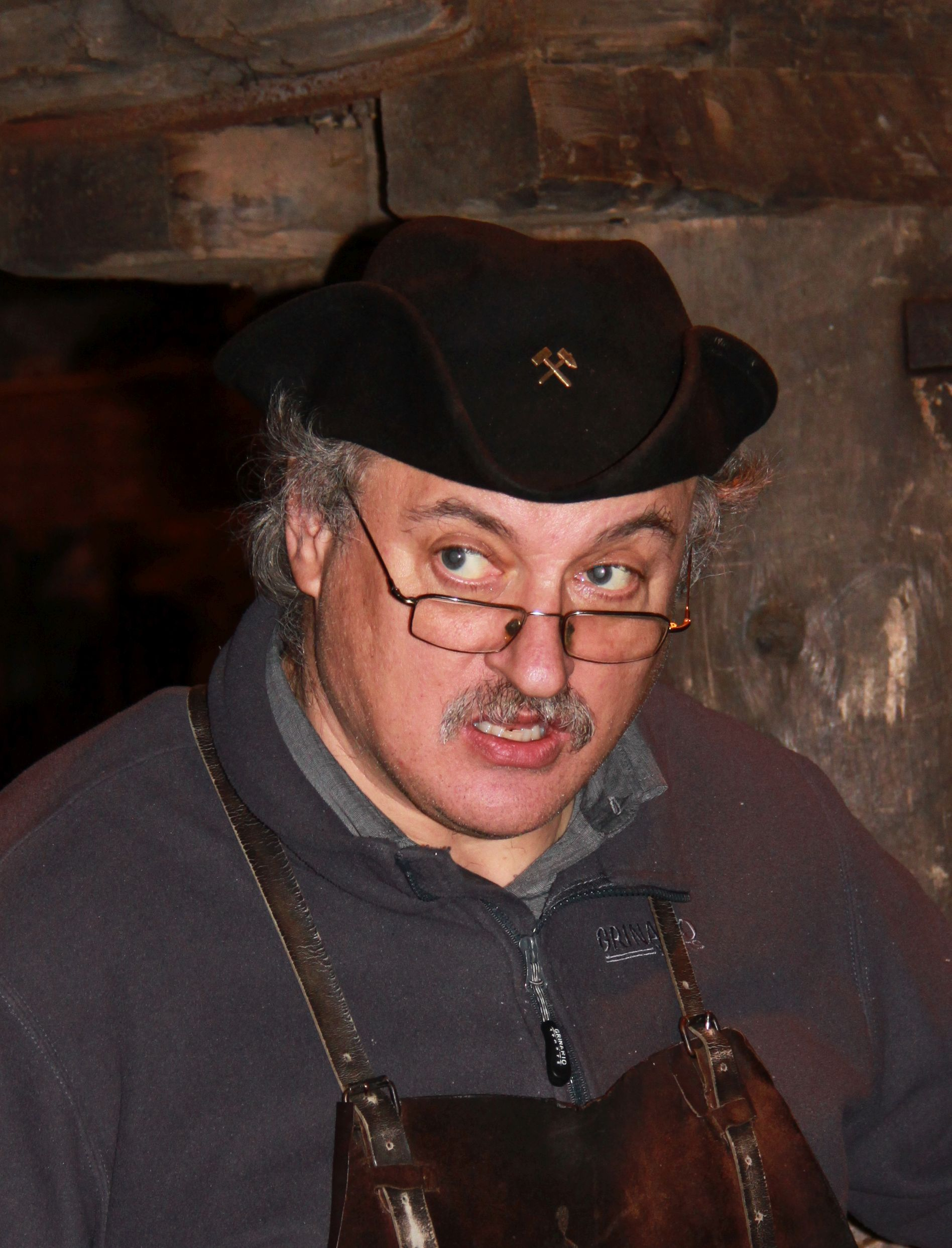
Bernd Schreiter (2018)

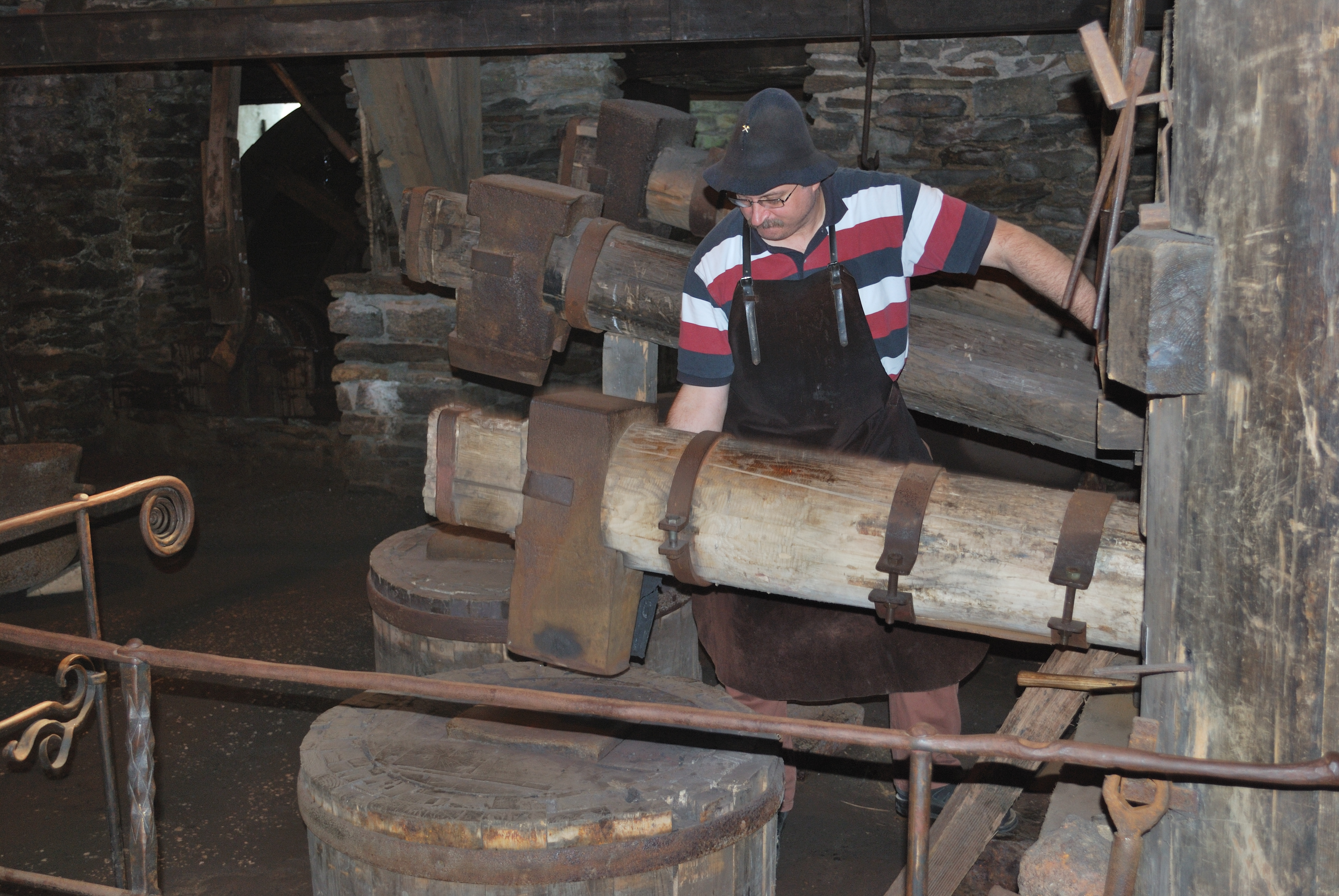
Bernd Schreiter während einer Führung im Frohnauer Hammer (2010)

Bernd Schreiter (* 21. April 1962 in Annaberg-Buchholz) ist ein deutscher Heimatforscher.

## Leben
Der gelernte Maurer Schreiter lebt in dem erzgebirgischen Waldhufendorf Arnsfeld, in dem er sich als Ortschronist betätigt. Von 1986 bis 2004 war er Mitarbeiter im Erzgebirgsmuseum in Annaberg-Buchholz. Ab 2005 war er Museumsführer im Technischen Denkmal Frohnauer Hammer. Schreiter leitete die 1986 gegründete genealogische Arbeitsgemeinschaft Annaberg-Buchholz innerhalb des Kulturbundes der DDR. 1991 gehörte er zu den Gründungsmitgliedern des Adam-Ries-Bundes, dessen Vorstand er angehörte. Schreiter betätigt sich unter anderem im Arbeitskreis Annaberg-Buchholzer Heimatforscher, im Freundeskreis Julius Weisbach und für das Preßnitztalmuseum in Niederschmiedeberg. Er ist Autor oder Herausgeber von über 50 heimatkundlichen Büchern und Broschüren, die er zum Teil selbst verlegt hat. Der thematische Schwerpunkt seiner Forschungen liegt auf dem Gebiet zwischen Annaberg-Buchholz und dem Preßnitztal.
Er ist Nachfahre des Rechenmeisters Adam Ries in der 15. Generation und ein Cousin 2. Grades des Mathematikers Rainer Gebhardt.

## Ehrungen
In Würdigung seiner „umfangreiche[n] Aktivitäten beim Aufbau und der Profilierung des Adam-Ries-Bundes sowie für seine genealogischen und heimatgeschichtlichen Forschungen“ erhielt Schreiter am 27. September 2008 einen Adam-Ries-Sonderpreis verliehen.

## Werke (Auswahl)
- Sächsisch-Erzgebirgischer Klöppelverband (Hrsg.): Broterwerb, Handarbeit, Herzenssache. 450 Jahre Spitzenklöppeln im Erzgebirge. Annaberg-Buchholz 2011, DNB 1015893899.
- Hammerwerke im Preßnitz- und Schwarzwassertal (= Streifzüge durch die Geschichte des oberen Erzgebirges. Nr. 14). 1997 (geschichte-ana.de [PDF; 199 kB; abgerufen am 25. März 2015]).
- Kleiner Museumsführer (= Aus der Sammlung des Erzgebirgsmuseums Annaberg-Buchholz). Annaberg-Buchholz 1997, DNB 101390334X.
- Aus alter Arbeitszeit im Erzgebirge. Wartberg, Gudensberg-Gleichen 1996, ISBN 3-86134-341-X.
- Zwischen Gelenau und Oberwiesenthal, Elterlein und Jöhstadt. historische Ansichten aus dem Landkreis Annaberg. Marienberger Druck- und Verlagsgesellschaft, Marienberg 1994, DNB 942169824.
- Freundeskreis Julius Weisbach (Hrsg.): Müller von Berneck – Stammliste einer erzgebirgischen Hammerherrenfamilie (= Weisbachiana. Nr. 33). Eigenverlag, Arnsfeld 2007, DNB 987222325.
- Das Heimatbuch vom Frohnauer Hammer – Einst Getreidemühle, ab 1621 Hammerwerk, seit 1909 Gasthaus und Museum. Verlag Bernd Schreiter, Arnsfeld, 2016. DNB 1097214079